# ميتو (إيباراكي)

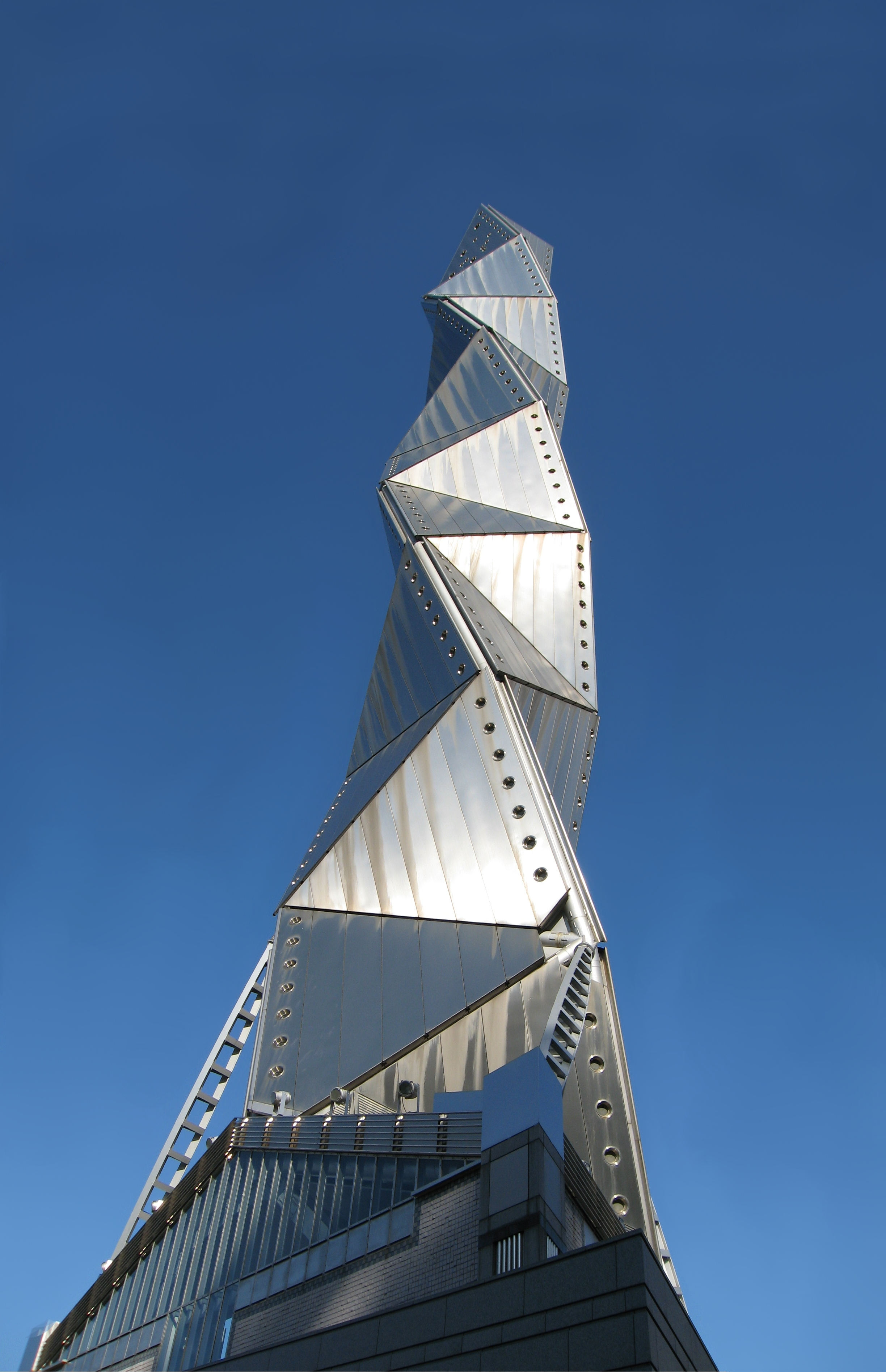
برج الفن في ميتو هو أشهر نقاط العلام في مدينة ميتو.

ميتو (باليابانية: 水戸市 ميتو-شي) هي مدينة عاصمة محافظة إيباراكي، اليابان. تشتهر المدينة بطعام ناتو في جميع أرجاء اليابان، كما يوجد فيها حديقة كايراكوين الحديقة على الطراز الياباني.

## المناخ
يظهر الجدول التالي التغييرات المناخية على مدار السنة لميتو:
| البيانات المناخية لـميتو          | البيانات المناخية لـميتو | البيانات المناخية لـميتو | البيانات المناخية لـميتو | البيانات المناخية لـميتو | البيانات المناخية لـميتو | البيانات المناخية لـميتو | البيانات المناخية لـميتو | البيانات المناخية لـميتو | البيانات المناخية لـميتو | البيانات المناخية لـميتو | البيانات المناخية لـميتو | البيانات المناخية لـميتو | البيانات المناخية لـميتو |
| الشهر                             | يناير                    | فبراير                   | مارس                     | أبريل                    | مايو                     | يونيو                    | يوليو                    | أغسطس                    | سبتمبر                   | أكتوبر                   | نوفمبر                   | ديسمبر                   | المعدل السنوي            |
| --------------------------------- | ------------------------ | ------------------------ | ------------------------ | ------------------------ | ------------------------ | ------------------------ | ------------------------ | ------------------------ | ------------------------ | ------------------------ | ------------------------ | ------------------------ | ------------------------ |
| متوسط درجة الحرارة الكبرى °م (°ف) | 8.8 (47.8)               | 8.9 (48.0)               | 11.7 (53.1)              | 17.1 (62.8)              | 21.3 (70.3)              | 23.7 (74.7)              | 27.3 (81.1)              | 29.6 (85.3)              | 25.4 (77.7)              | 20.3 (68.5)              | 15.9 (60.6)              | 11.3 (52.3)              | 18.4 (65.2)              |
| المتوسط اليومي °م (°ف)            | 2.4 (36.3)               | 3.0 (37.4)               | 6.0 (42.8)               | 11.6 (52.9)              | 16.3 (61.3)              | 19.5 (67.1)              | 23.1 (73.6)              | 25.0 (77.0)              | 21.1 (70.0)              | 15.3 (59.5)              | 10.0 (50.0)              | 4.8 (40.6)               | 13.2 (55.7)              |
| متوسط درجة الحرارة الصغرى °م (°ف) | −3.0 (26.6)              | −2.1 (28.2)              | 0.7 (33.3)               | 6.3 (43.3)               | 11.5 (52.7)              | 16.1 (61.0)              | 19.9 (67.8)              | 21.5 (70.7)              | 17.7 (63.9)              | 11.0 (51.8)              | 4.9 (40.8)               | −0.6 (30.9)              | 8.7 (47.6)               |
| الهطول مم (إنش)                   | 44.3 (1.74)              | 60.9 (2.40)              | 94.7 (3.73)              | 117.6 (4.63)             | 139.1 (5.48)             | 174.6 (6.87)             | 117.2 (4.61)             | 134.9 (5.31)             | 162.5 (6.40)             | 144.6 (5.69)             | 77.5 (3.05)              | 39.9 (1.57)              | 1٬307٫8 (51.48)          |
| متوسط تساقط الثلوج سم (إنش)       | 5 (2.0)                  | 9 (3.5)                  | 3 (1.2)                  | 0 (0)                    | 0 (0)                    | 0 (0)                    | 0 (0)                    | 0 (0)                    | 0 (0)                    | 0 (0)                    | 0 (0)                    | 1 (0.4)                  | 18 (7.1)                 |
| متوسط الرطوبة النسبية (%)         | 65                       | 66                       | 67                       | 72                       | 76                       | 82                       | 85                       | 83                       | 83                       | 80                       | 76                       | 71                       | 76                       |
| ساعات سطوع الشمس الشهرية          | 180.5                    | 155.5                    | 172.5                    | 160.2                    | 181.7                    | 121.5                    | 129.9                    | 171.8                    | 112.6                    | 132.9                    | 141.8                    | 169.5                    | 1٬830٫4                  |
| المصدر: NOAA (1961-1990)          |                          |                          |                          |                          |                          |                          |                          |                          |                          |                          |                          |                          |                          |

## معرض صور

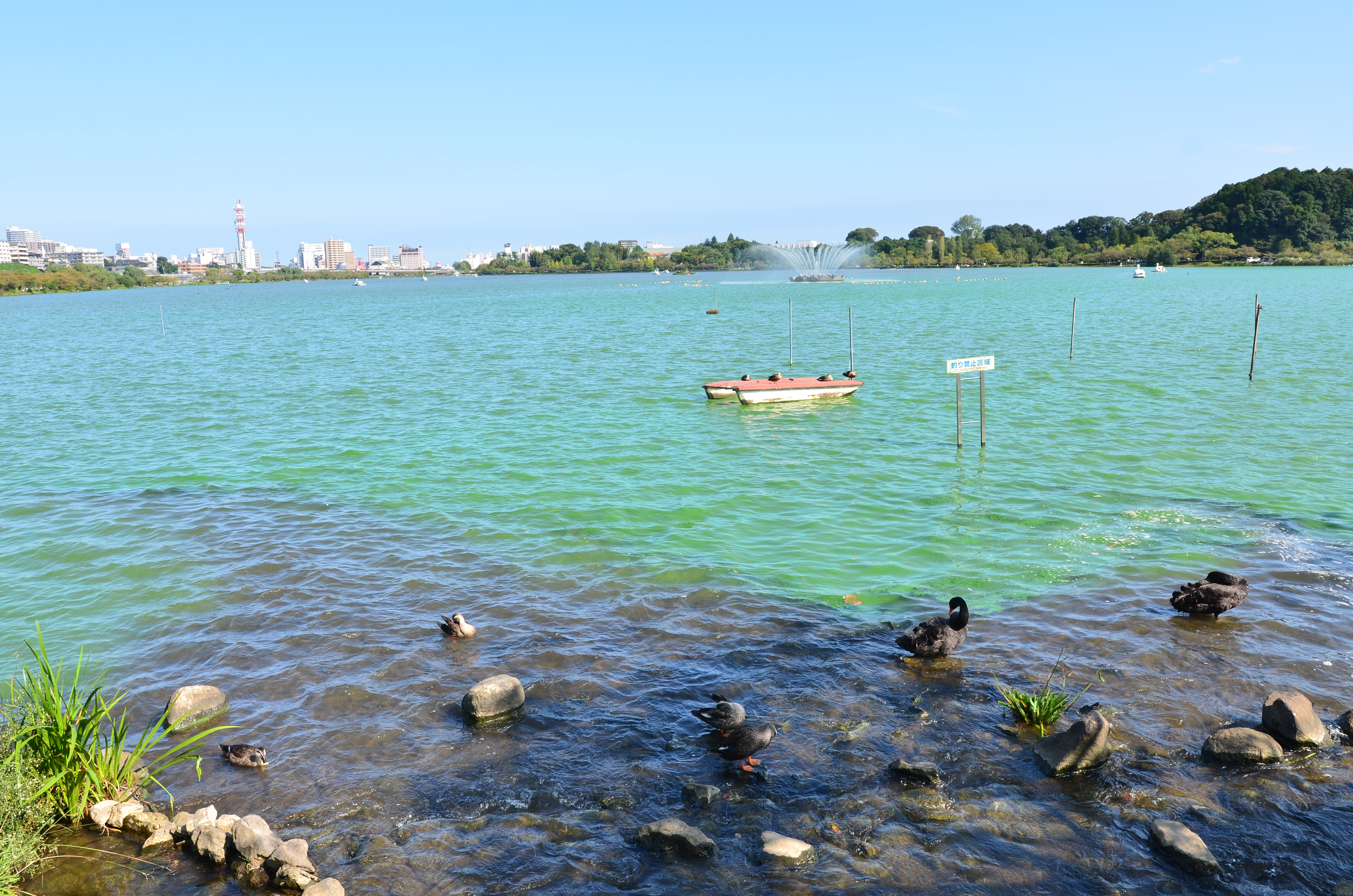
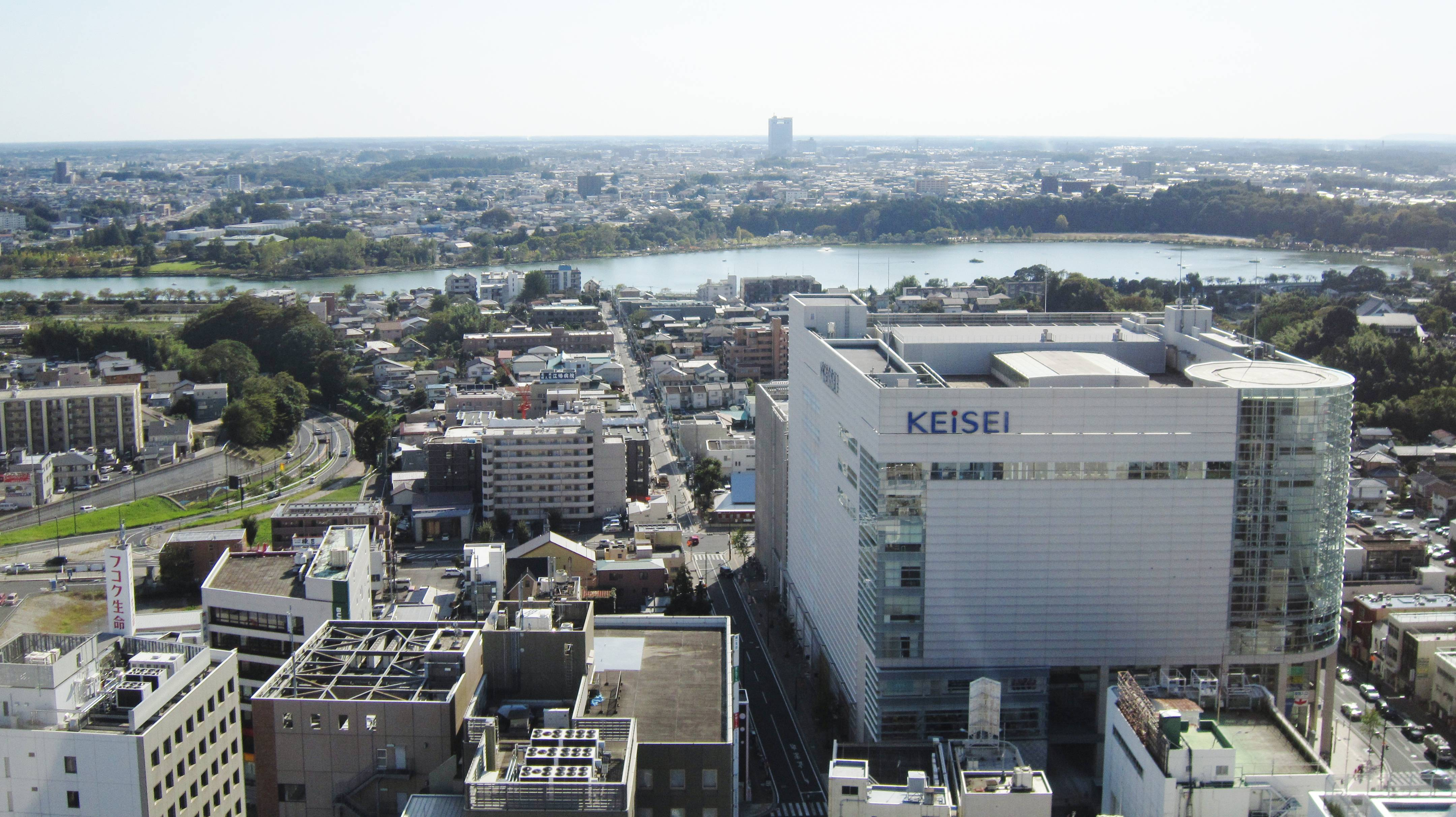
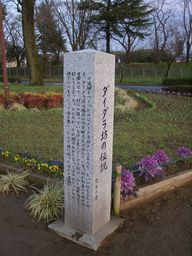
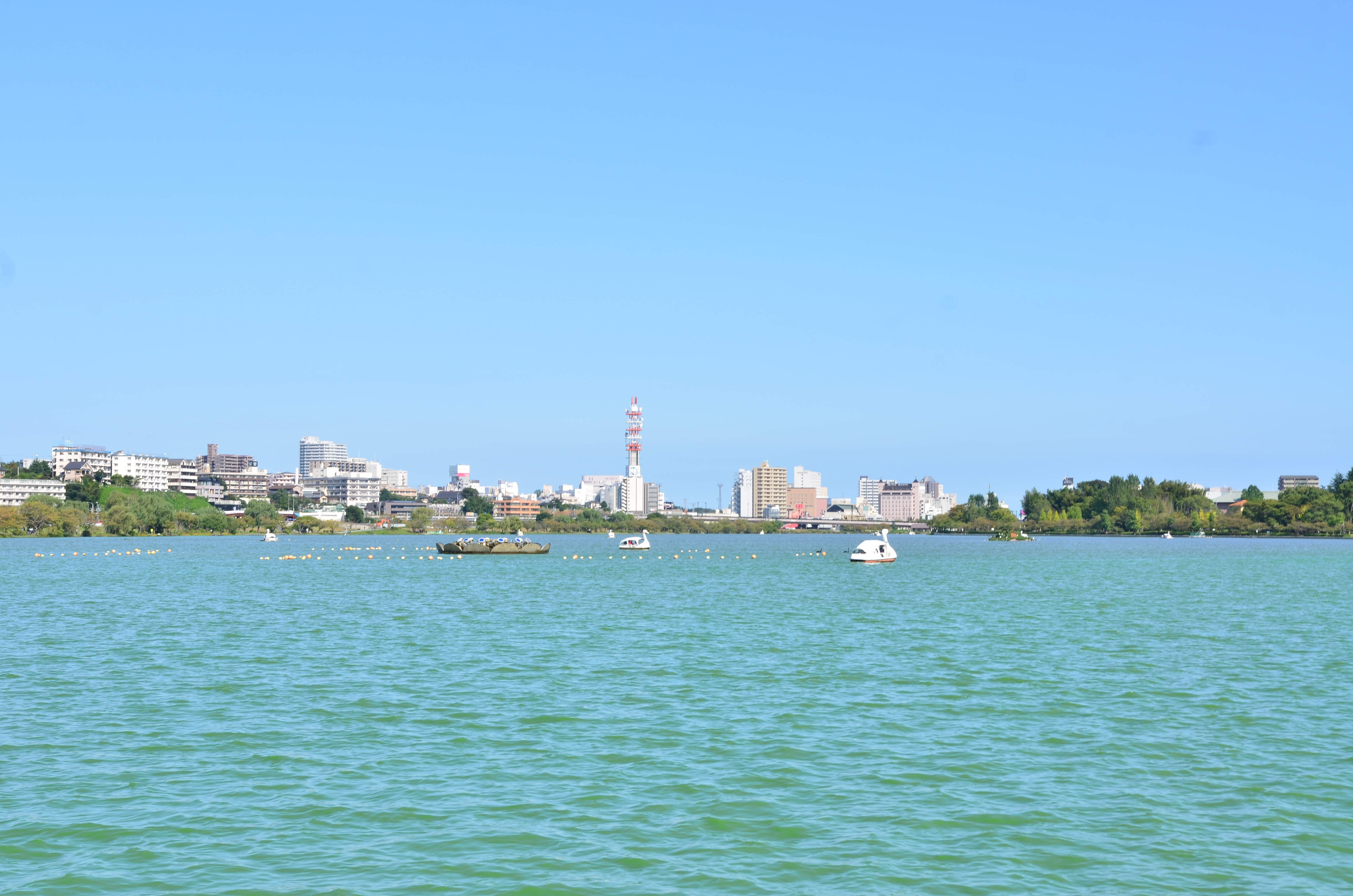
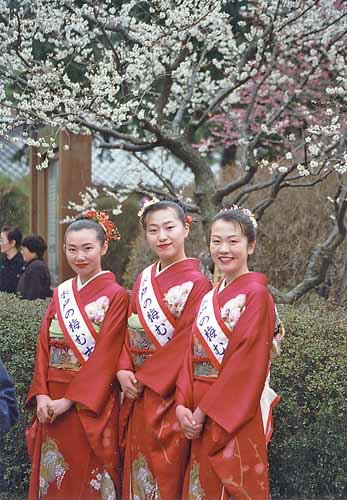

## توأمة
لميتو (إيباراكي) اتفاقيات توأمة مع:
- آناهايم

## أعلام
- تايكي تاموكاي
- يوكي أوتسو
- كازوو سيجيما
- أياسي أويدا
- ناوتو إيشيكاوا
- ماساكاتسو مياموتو